# Ring of Fire: The Best of Johnny Cash
Ring of Fire: The Best of Johnny Cash ist das 16. Studioalbum des US-amerikanischen Country-Sängers Johnny Cash. Es erschien im Juli 1963 bei Columbia Records unter der Produktion von Don Law und Frank Jones.
Cash hatte seit einigen Jahren keinen Nr.-1-Hit mehr gehabt. Sein Vertrag bei Columbia lief am Ende des Jahres aus und wäre möglicherweise nicht verlängert worden, hätte er mit Ring of Fire im Mai nicht einen großen Hit gelandet, der sich sieben Wochen lang auf Platz 1 der Billboard-Country-Single-Charts hielt.
Das Album wurde daraufhin hastig zusammengestellt, um von dem Erfolg der Single zu profitieren, was auch gelang. Ring of Fire: The Best of Johnny Cash war das erste Nummer-1-Album der Billboard-Country-Alben-Charts, als das Magazin diese Rubrik 1963 eröffnete.

## Songs
- Das Album beginnt mit dem Titelsong Ring of Fire, dem berühmten Stück, das von den Schmerzen handelt, die die Liebe verursachen kann.
- Das nächste Stück I'd Still Be There ist ein Gelöbnis an die Treue und war die B-Seite von Ring of Fire, als dieses im März 1963 als Single veröffentlicht worden war.
- What Do I Care ist der älteste Song des Albums. Er entstand 1958 und war die B-Seite von Cashs erster Columbia-Single All Over Again.
- Fast genauso alt ist I Still Miss Someone, der als einziger Song des Albums zuvor bereits auf einem anderen Album erschienen war, nämlich 1959 auf The Fabulous Johnny Cash.
- Eine andere Atmosphäre weist das sentimentale Forty Shades of Green auf, in dem Cash Irland besingt.
- Were You There (When They Crucified My Lord) ist die Interpretation eines alten Traditionals mit der Carter Family.
- The Rebel – Johnny Yuma und Bonanza waren die Titelsongs zweier bekannter Westernserien. Erstere trug den Titel The Rebel und war mit Nick Adams in der Hauptrolle besetzt. Cash hatte in dieser Serie einige Gastauftritte absolviert. Der Song war bereits 1959 als Single erschienen und hatte einen kleinen Erfolg gehabt. Bonanza war die mit Text unterlegte Darbietung des Titelsongs der gleichnamigen Westernserie.
- The Big Battle handelt von dem Leben eines Soldaten an der Front und war bereits im März 1962 als Single erstmals der Öffentlichkeit präsentiert worden, ohne jedoch großes Aufsehen zu erregen.
- Das von Jane Bowers komponierte Remember the Alamo thematisierte die berühmte Schlacht von Alamo, die erst 1960 durch John Waynes Film The Alamo wieder zu einem aktuellen Thema geworden war.
- Tennessee Flat-Top Box war 1962 die B-Seite der Single Tall Man gewesen und erzählte die amüsante Geschichte eines jungen Gitarristen, der in seiner Heimat für Furore sorgte, bis er es schließlich in die Hitparade schafft.
- Den Schluss markiert das Gospelstück Peace in the Valley, das erneut mit der Carter Family eingespielt worden war.

## Titelliste
1. Ring of Fire (June Carter, Merle Kilgore) – 2:38
2. I'd Still Be There (Cash, Johnny Horton) – 2:34
3. What Do I Care (Cash) – 2:07
4. I Still Miss Someone (Johnny Cash, Roy Cash) – 2:35
5. Forty Shades of Green (Cash) – 2:54
6. Were You There (When They Crucified My Lord) (Traditional) – 3:56
7. The Rebel – Johnny Yuma (Richard Markowitz, Andrew Fenady) – 1:52
8. Bonanza (Jay Livingston, Ray Evans) – 2:20
9. The Big Battle (Cash) – 4:03
10. Remember the Alamo (Jane Bowers) – 2:50
11. Tennessee Flat-Top Box (Cash) – 3:00
12. Peace In The Valley (Thomas A. Dorsey) – 2:47

## Chartplatzierungen
Die Chart-Platzierungen der Songs, als sie erstmals als Single erschienen.
| Jahr | Titel                   | Singlecharts | Position |
| ---- | ----------------------- | ------------ | -------- |
| 1958 | What Do I Care          | Country      | 7        |
| 1958 | What Do I Care          | Pop          | 52       |
| 1961 | The Rebel – Johnny Yuma | Country      | 24       |
| 1961 | The Rebel – Johnny Yuma | Pop          | 108      |
| 1961 | Tennessee Flat-Top Box  | Country      | 11       |
| 1961 | Tennessee Flat-Top Box  | Pop          | 84       |
| 1962 | The Big Battle          | Country      | 24       |
| 1962 | Bonanza                 | Pop          | 94       |
| 1963 | Ring of Fire            | Country      | 1        |
| 1963 | Ring of Fire            | Pop          | 17       |